# Sara Nuru
Sara Nuru (Erding, 19 agosto 1989) è una modella tedesca, di origini etiopi, nota per aver vinto la quarta edizione del reality show Germany's Next Topmodel.